# Azarias Londoño
Azarias Emmanuel Londoño González (ur. 21 czerwca 2001 w mieście Panama) – panamski piłkarz występujący na pozycji napastnika, reprezentant Panamy, od 2025 roku zawodnik ekwadorskiego Universidad Católica.